# Albonectria
Albonectria — рід грибів родини Nectriaceae. Назва вперше опублікована 1999 року.

## Класифікація
До роду Albonectria відносять 4 види:
- Albonectria albida
- Albonectria albosuccinea
- Albonectria rigidiuscula
- Albonectria verrucosa